# Cabo de par trançado

Cabo par trançado

O Cabo por par trançado (Twisted pair) é um tipo de cabo que possui pares de fios entrelaçados um ao redor do outro para cancelar as interferências eletromagnéticas (EMI). Foi inventado por Alexander Graham Bell no final do século XIX.

## O cabo U/UTP
As normas ANATEL definem as blindagens possíveis de acordo com a ISO/IEC 11801, usando as siglas abaixo:
- U (Unshielded): Sem blindagem.
- F (Foil): Fita plástica aluminizada.
- S (Screened): Malha de fios metálicos (cobre, alumínio, etc), outro tipo de blindagem.
- Par Trançado sem Blindagem: chamado também de UTP (Unshield Twisted Pair) é o mais usado atualmente tanto em redes domésticas quanto em grandes redes industriais devido ao fácil manuseio, instalação, permitindo taxas de transmissão de até 100 Mbps com a utilização do cabo CAT 5e; é o mais barato para distâncias de até 100 metros; Para distâncias maiores emprega-se cabos de fibra óptica. Sua estrutura é de quatro pares de fios entrelaçados e revestidos por uma capa de PVC. Pela falta de blindagem este tipo de cabo não é recomendado ser instalado próximo a equipamentos que possam gerar campos magnéticos (fios de rede elétrica, motores, inversores de frequência) e também não podem ficar em ambientes com umidade.

- Par Trançado Blindado (cabo com blindagem): É semelhante ao UTP. A diferença é que possui uma blindagem feita com a fita aluminizada ou malha metálica, em todo o cabo ou em cada par. A polaridade do par é invertida e, portanto, o campo magnético é anulado. É recomendado para ambientes com interferência eletromagnética acentuada. Por causa de sua blindagem especial, acaba possuindo um custo mais elevado. É usado quando o local onde o cabo será passado, possui grande interferência eletromagnética, evitando assim perdas ou até interrupções de sinais. Distâncias acima de 100 metros ou exposto diretamente ao tempo, é aconselhável o uso de cabos de fibra óptica. A impedância típica de um cabo de Par Trançado Blindado é de 150 ohms.

A Blindagem pode ser Global (envolvendo todos os pares) ou individual (Par a Par), sendo nomeada X/Y, onde X é a blindagem Global e Y a blindagem Individual, conforme exemplos abaixo:
- U/UTP: Sem blindagem nenhuma, o mais comum pois não há blindagem.
- F/UTP: Blindagem global e sem blindagem individual o mais comum entre os blindados.
- S/FTP: Global com malha e blindagem com fita nos pares.
- F/FTP: Blindagem Global e nos pares com fita.

Existem todos os tipos de combinações, alguns tipos mais comuns (como os dois primeiros exemplos), e alguns outros nem tanto.

### Categorias
os cabos UTP foram padronizados pelas normas da EIA/TIA-568-B e são divididos em 10 categorias, levando em conta o nível de segurança

e a bitola do fio, onde os números maiores indicam fios com diâmetros menores, veja abaixo um resumo simplificado dos cabos UTP.
| Nome    | Padrão                   | Largura de banda | Aplicações                                                      | Notas |
| Cat.1   |                          | 0.4 MHz          | Telefonia e linhas de modem                                     | Não é descrita nas recomendações da EIA/TIA. Inadequado para sistemas modernos.                                                               |
| Cat.2   |                          | 4 MHz            | Sistemas de terminais mais antigos, por exemplo, IBM 3270       | Não é descrita nas recomendações da EIA/TIA. Inadequado para sistemas modernos.                                                               |
| Cat.3   | UTP                      | 16 MHz           | 10BASE-T e 100BASE-T4 Ethernet                                  | Descrito na EIA/TIA-568. Não recomendado para taxas maiores que 16 Mbit/s. Agora principalmente para cabos telefônicos.                       |
| Cat.4   | UTP                      | 20 MHz           | 16 Mbit/s Token Ring                                            | Obsoleto. |
| Cat.5   | UTP                      | 100 MHz          | 100BASE-TX & 1000BASE-T Ethernet                                | Comum para LANs atuais. Substituído pelo Cat5e, mas a maioria dos cabos Cat5 atende aos padrões Cat 5e. Limitado a 100 m entre equipamentos.  |
| Cat.5e  | UTP, F/UTP, U/FTP        | 100 MHz          | 100BASE-TX & 1000BASE-T Ethernet                                | Cat5 aprimorado. Comum para LANs atuais. Mesma construção que Cat5, mas com melhores padrões de teste. Limitado a 100 m entre equipamentos.   |
| Cat.6   | UTP, F/UTP, U/FTP        | 250 MHz          | 1000BASE-TX & 10GBASE-T Ethernet                                | ISO/IEC 11801 2ª Ed. (2002), ANSI/TIA 568-B.2-1. Limitado a 55 m de distância em 10GBASE-T                                                    |
| Cat.6a  | UTP, F/UTP, U/FTP, S/FTP | 500 MHz          | 10GBASE-TX Ethernet                                             | Padrões aprimorados, testados para 500 MHz. Distância total de 100 m em 10GBASE-T ISO/IEC 11801 2ª Ed. Am. 2. (2008), ANSI/TIA-568-C.1 (2009) |
| Cat.7   | F/FTP, S/FTP             | 600 MHz          | Telefonia, CCTV, 1000BASE-TX no mesmo cabo. 10GBASE-T Ethernet. | ISO/IEC 11801 2ª Ed. (2002). Somente com conectores GG45 ou TERA. Não é reconhecido pela EIA/TIA.                                             |
| Cat.7a  | F/FTP, S/FTP             | 1 GHz            | Telefonia, CATV, 1000BASE-TX no mesmo cabo. 10GBASE-T Ethernet. | ISO/IEC 11801 2ª Ed. (2002). Somente com conectores GG45 ou TERA. Não é reconhecido pela EIA/TIA.                                             |
| Cat.8.1 | U/FTP, F/UTP             | 2 GHz            | Telefonia, CATV, 1000BASE-TX no mesmo cabo. 40GBASE-T Ethernet. | ANSI/TIA-568-C.2-1, ISO/IEC 11801-1:2017. |
| Cat.8.2 | F/FTP, S/FTP             | 2 GHz            | Telefonia, CATV, 1000BASE-TX no mesmo cabo. 40GBASE-T Ethernet. | ISO/IEC 11801-1:2017. |

## Cores

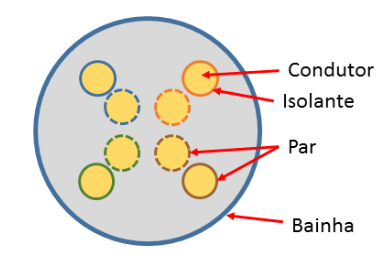
Diagrama de cabo de par trançado

As cores seguem o padrão telefônico, onde o conjunto dos cinco primeiros pares usam no primeiro fio do par a cor branca, o segundo conjunto de pares a cor vermelha, o terceiro conjunto a cor preta, o quarto conjunto a cor amarela e o último conjunto de pares a cor lilás. A segunda cor segue a ordem, azul, laranja, verde, marrom e cinza, conseguindo formar até 25 pares de cores distintas, onde o primeiro par terá as cores branca e azul e o 25º par as cores lilás e cinza.
A norma EIA/TIA-568-B prevê duas montagens para os cabos, denominadas T568A e T568B. A montagem T568A usa a sequência branco e verde, verde, branco e laranja, azul, branco e azul, laranja, branco e castanho, castanho.
A montagem T568B usa a sequência branco e laranja, laranja, branco e verde, azul, branco e azul, verde, branco e castanho, castanho.
As duas montagens são totalmente equivalentes em termos de desempenho, cabendo ao montador escolher uma delas como padrão para sua instalação. É boa prática que todos os cabos dentro de uma instalação sigam o mesmo padrão de montagem, que geralmente são mencionados em uma estruturação de cabos.

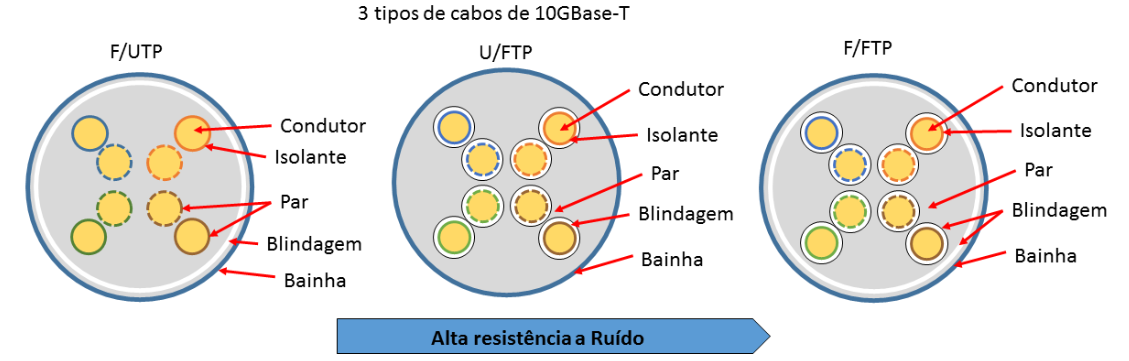
Diagrama de cabos de par trançado F/UTP, U/FTP, F/FTP

Um cabo cujas duas pontas usam a mesma montagem é denominado Direto (cabo), e serve para ligar estações de trabalho e roteadores a switches ou hubs. Um cabo em que cada ponta é usado uma das montagens é denominado Crossover, e serve para ligar equipamentos do mesmo tipo entre si.
Existem cabos com diferentes representações destes códigos de cores.
- O fio com a cor branca pode ser a cor mais clara (verde-claro, azul-claro, laranja-claro, castanho-claro);
- Fio branco com uma listra de cor;
- Fio completamente branco. Neste caso é necessário ter atenção aos cabos que estão entrelaçados;
- Fio dourado representando o fio "branco e castanho".

Existem também limites de comprimentos para esse tipo de cabo. Quando o cabo é usado para transmissão de dados em Ethernet, Fast Ethernet ou Gigabit Ethernet, o limite para o enlace (distância entre os equipamentos nas duas pontas do cabo) é de no máximo 100 metros. Caso seja necessário interligar equipamentos a distâncias maiores, é preciso usar repetidores, ou instalar uma ponte de rede ou switch no meio do caminho, de forma que cada enlace tenha no máximo 100 metros.
A norma EIA/TIA-568-B prevê ainda que os cabos UTP sejam divididos em "sólidos" (os condutores são formados de um único filamento) e "flexíveis". O cabo "sólido" deve ser usado para instalações estáticas, onde não há movimentação do cabo. O cabo "flexível" deve ser usado para as pontas da instalação, onde há movimentações constantes do cabo. Como o cabo "flexível" tem características elétricas diferentes das do cabo "sólido", há a recomendação de que seja usado no máximo 10 metros de cabo flexível num enlace. Caso seja necessário usar cabos flexíveis numa distância maior, o tamanho do enlace deve ser diminuído proporcionalmente, para evitar perda de sinal (p.ex., com 10 metros de cabo flexível, o tamanho máximo do enlace desce para 90 metros).
Outras aplicações que não a transmissão de dados em Ethernet, Fast Ethernet ou Gigabit Ethernet podem ter limites diferentes para o tamanho máximo do cabo.

## Crossover (cabo) ou direto

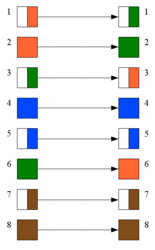
Ligação Crossover (lado esquerdo é crossover, lado direito é normal)

Um cabo crossover, é um cabo de rede par trançado que permite a ligação de 2 (dois) computadores pelas respectivas placas de rede sem a necessidade de um concentrador (Hub ou Switch) ou a ligação de modems.
A alteração dos padrões das pinagens dos conectores RJ45 dos cabos torna possível a configuração de cabo crossover.
A ligação é feita com um cabo de par trançado onde tem-se: em uma ponta o padrão T568A, e, em outra, o padrão T568B.

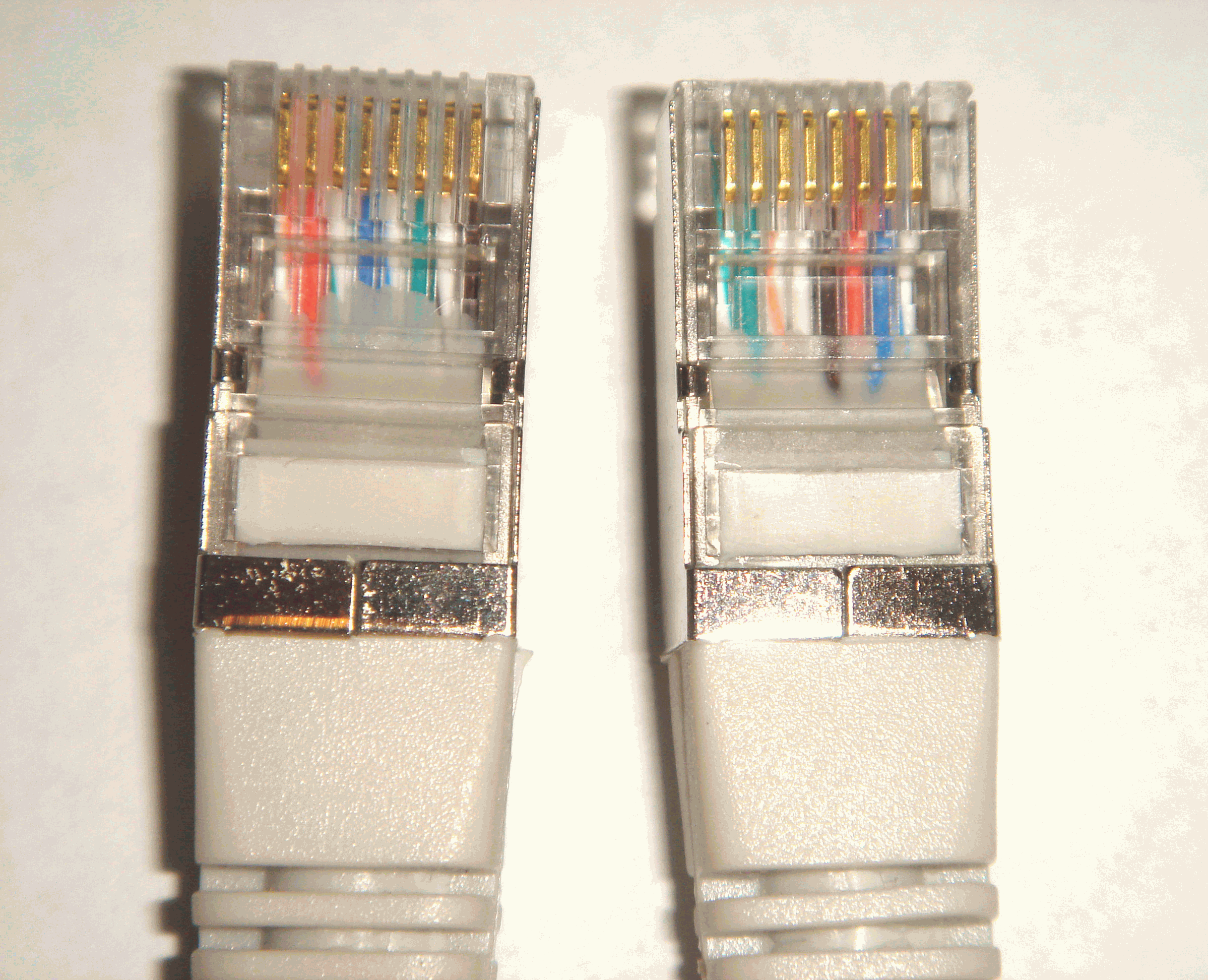
Dois conectores T568B/T568A

## Montagem do Cabo de Rede de Par Trançado CAT3/CAT4/CAT5 até CAT6 a

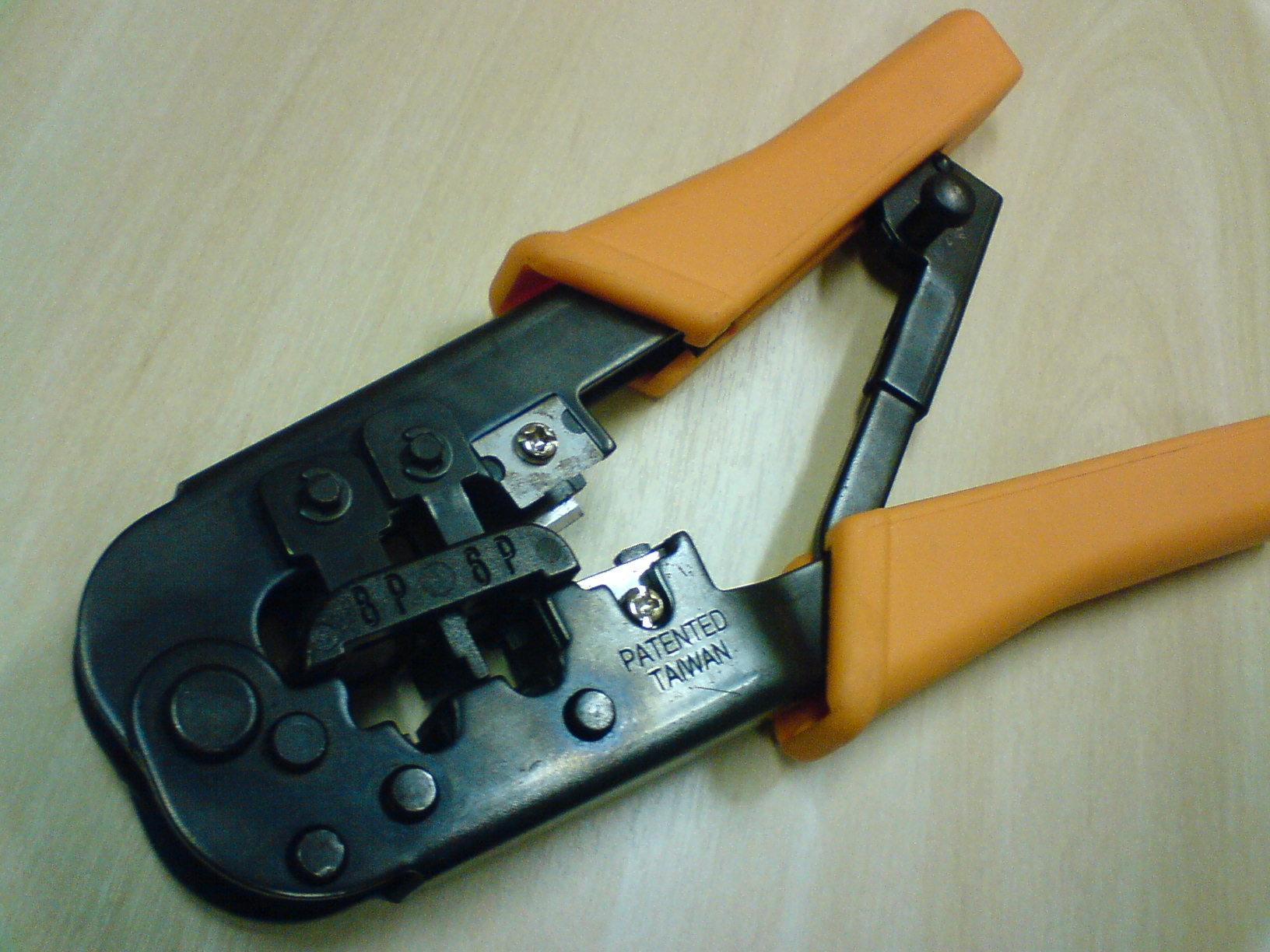
Alicate de crimpar

Notem que as pontas dos fios devem ficar totalmente dentro do conector RJ45 (as cores dos fios estão na ordem para cabo crossover)

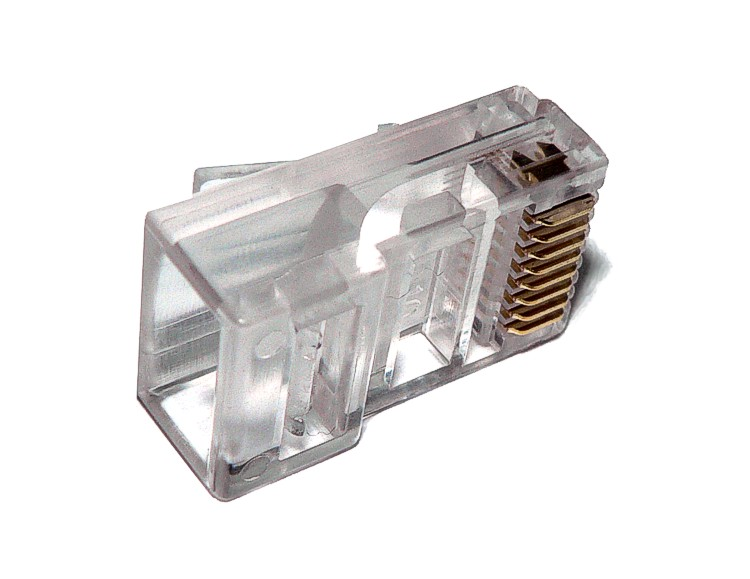
Conector RJ-45 não crimpado

1. Corta-se o cabo de conexão horizontal (para ligar da tomada para o computador) no comprimento desejado (geralmente o cabo deve ter 1,5m).
2. Em cada ponta, com a lâmina do alicate crimpador retira-se a capa de isolamento azul com um comprimento aproximado de 2 cm.
3. Prepare os oito pequenos fios para serem inseridos dentro do conector RJ45, obedecendo a sequencia de cores desejada (T568A ou T568B).
4. Após ajustar os fios na posição corta-se as pontas dos mesmos com um alicate ou com a lamina do próprio crimpador para que todos fiquem no mesmo alinhamento e sem rebarbas, para que não ofereçam dificuldades na inserção no conector RJ45.
5. Segure firmemente as pontas dos fios e os insira cuidadosamente dentro do conector observando que os fios fiquem bem posicionados.
6. Examine o cabo percebendo que as cabeças dos fios entraram totalmente no conector RJ45. Caso algum fio ainda não esteja alinhado refaça o item 4 para realinhar.
7. Inserir o conector já com os fios colocados dentro do alicate crimpador, e pressionar até o final.
8. Após a crimpagem dos dois lados, use um testador de cabos‎ para certificar que os 8 fios estão funcionando bem.

## Vantagens e Desvantagens do cabo de par trançado
Vantagens
- Ruídos elétricos, tanto de dentro para fora como de fora para dentro podem ser prevenidos.
- Crosstalk é minimizado com os pares trançados.
- O tipo de cabo mais barato para utilizar em redes de computadores domesticas ou industriais, desde que menores que 100 metros.
- Fácil de manusear e instalar.
- Consideravelmente mais flexível e leve que o cabo coaxial.

Desvantagens
- Deformação: A suscetibilidade a interferência eletromagnética do cabo de par trançado depende do esquema de entrançamento dos pares (algumas vezes patenteados por fabricante) se mantenha intacta durante a instalação. Como resultado, os cabos de par trançado geralmente têm requisitos rigorosos para a tensão de tração máxima assim como o raio de curvatura dos fios. Esta fragilidade do cabo de par trançado faz com que as práticas utilizadas na instalação sejam uma parte muito importante para garantir a melhor performance do cabo.[6]

- Atrasos por inclinação: Os Pares de fios dentro do cabo podem apresentar atrasos diferentes, devido a diferença dos passos de torção dos pares geralmente minimiza o crosstalk entre os pares. Isto pode diminuir ou reduzir a qualidade da imagem quando múltiplos pares são usados para carregar componentes de um sinal de vídeo. Cabo de baixa inclinação está disponível para mitigar este problema.[7]

- Desequilíbrio ou desbalanceamento: São diferenças entre dois fios em um par traçado que podem causar acoplamento entre os modos comum e o modo diferencial. Desbalanceamento ou desequilíbrio pode ser causado pela assimetria entre os dois condutores de um mesmo par, seja isso de um condutor para o outro, em relação a outros fios do cabo e em relação a blindagem. Algumas fontes de assimetria são diferenças no diâmetro do condutor e na espessura do isolante.[8]